# Эспиноса, Бернардо
 Бернандо Хосе Эспиноса Суньига (исп. Bernardo José Espinosa Zúñiga; 11 июля 1989, Кали) — колумбийский футболист, защитник клуба «Атлетико Насьональ».

## Клубная карьера

### «Севилья»
Бернардо родился в семье колумбийца и испанки. В 10 лет он переехал из Колумбии в испанский город Марбелья, где начал заниматься футболом в местных командах. В возрасте 17 лет Эспиноса перебрался в футбольную академию «Севильи».
С 2008 года он стал регулярно выступать за вторую команду «Севилья Атлетико» и в течение трёх сезонов был основным защитником, а затем и капитаном клуба. 10 ноября 2010 года Эспиноса дебютировал в составе первой команды «Севильи», выйдя с первых минут в матче Кубка Испании против «Реал Унион» (6:1), и забил один из мячей своей команды. 11 мая 2011 года он сыграл первый матч в Ла Лиге — на выезде против «Осасуны» (2:3).

### «Расинг Сантандер»
31 августа 2011 года на правах сезонной аренды перешёл в клуб «Расинг Сантандер». 21 сентября Бернандо дебютировал в составе своей новой команды, отыграв все 90 минут в домашней встрече против мадридского «Реала» (0:0). 7 января 2012 года Эспиноса отметился первым мячом в Ла Лиге, забив единственный и победный гол в ворота «Реал Сарагоса» (1:0). По итогам сезона защитник сыграл 26 матчей во всех соревнованиях, а «Расинг» занял последнее место в чемпионате и вылетел в Сегунду.

### «Спортинг Хихон»
Проведя первую половину сезона 2012/13
в глухом запасе «Севильи», 1 января 2013 года Эспиноса отправился в аренду в клуб второго дивизиона «Спортинг Хихон». 5 января он дебютировал в гостевой игре против «Рекреативо» (1:1), а 20 января забил первый гол — в домашней встрече против «Нумансии» (1:1).
Бернандо хорошо проявил себя в составе «Спортинга» и 26 июня на правах свободного агента подписал с «красно-белыми» 3-летний контракт. В свой первый полноценный сезон 2013/14 Эспиноса сыграл 40 матчей и помог хихонскому клубу занять 5-е место в чемпионате и пробиться в плей-офф, где они уступили «Лас-Пальмасу». Однако уже на следующий сезон «Спортинг» занял второе место и завоевал прямую путевку в Ли Лигу, а Бернардо был признан лучшим защитником турнира.
10 января 2016 года в гостевом матче против «Вильярреала» (0:2) Эспиноса получил травму крестообразных связок колена и выбыл из строя до конца сезона.

### «Мидлсбро»
15 июня 2016 года, по истечении контракта со «Спортингом», защитник подписал 3-летнее соглашение с новичком английской Премьер-Лиги «Мидлсбро». Дебютировал 31 декабря в гостевой встрече против «Манчестер Юнайтед» (1:2).

### «Жирона»
Проведя всего один сезон в Англии, в июле 2017 года Бернардо вернулся в Испанию, подписав 4-летний контракт с новичками Ла Лиги — клубом «Жирона». Сумма трансфера составила около £4 млн.

### «Атлетико Насьональ»
5 января 2024 года Эспиноса вернулся играть на родину, подписав контракт с клубом «Атлетико Насьональ».

## Международная карьера
21 февраля 2012 года Эспиноса был впервые вызван в национальную сборную Колумбии на товарищеский матч с командой Мексики, но на поле не появился. Летом 2013 года защитник был приглашён в сборную для участия в отборочных матчах ЧМ-2014 против Перу и Эквадора, но его дебют снова не состоялся. В ноябре 2015 года Эспиноса получил очередной вызов в сборную на отборочные матчи ЧМ-2018 против команд Чили и Аргентины, но вновь остался на скамейке запасных.

## Достижения
- Победитель Сегунды (1): 2014/15 (2-е место)
- Лучший защитник Сегунды: 2014/15